# Romualdo Honorio
Romualdo Honorio (també pot aparèixer amb la forma llatinitzada Romualdus Honorius o Romualdi Honorii) fou un compositor i religiós camaldulenc actiu entre 1638 i 1649.
Pràcticament no se'n sap res d'aquest compositor del Barroc. Entre les seves diferents obres s'hi troba una col·lecció titulada Il primo libro delle messe concertante a cinquè e sei voci (Venècia, 1642).